# Мілка (затока)
Мілка́ (рос. залив Мелкий) — невелика затока на півдні острова Кунашир. Знаходиться в затоці Зради.
Затока являє собою бухту довжиною із заходу на схід близько 1 км та шириною в пів-кілометра. На сході затока відкривається широким (430 м) гирлом до затоки Зради. Затока в середині має порізані береги, які періодично затоплюються під час припливів. Береги низинні, на півночі вкриті болотами та степовою рослинністю. На північному сході в затоку впадає невеликий струмок.